# Première République (Madagascar)
Pour les articles homonymes, voir Première République.
14 octobre 1958 – 31 décembre 1975
(17 ans, 2 mois et 17 jours)
Entités précédentes :
- Colonie de Madagascar et dépendances

Entités suivantes :
- République démocratique malgache

La Première République est le régime qu'a connu Madagascar du 14 octobre 1958 jusqu'au 31 décembre 1975, date de la proclamation de la nouvelle constitution qui établit la République démocratique malgache.

## Histoire
Après l'adoption de la Constitution française du 4 octobre 1958, Madagascar devient, le 14 octobre 1958, une république membre de la Communauté.
« Messiers,

En vertu des pouvoirs donnés à notre Congrès par l'article 76 de la Constitution française et l'article premier de l'ordonnance du Général de Gaulle,

J'ai l'honneur de proclamer que Madagascar est un État et que cet État est une République dans la Communauté prévue par la Constitution du 4 octobre 1958. »
— Norbert Zafimahova, Proclamation du président Zafimahova, président du Congrès des assemblées provinciales, le 14 octobre 1958, à 10 h 50
Le Congrès approuve la proclamation de la République malgache par 208 voix pour, zéro contre et 26 abstentions, 6 membres étant absents.
Une première Constitution est adoptée et entre en vigueur le 29 avril 1959.
L'indépendance est proclamée le 26 juin 1960.
La région connait une révolte en 1971 réprimée dans le sang par les autorités, faisant entre 800 et 1 000 morts.